# Wöhlerversuch
Der Wöhlerversuch bzw. Dauerschwingversuch ist ein Versuch zur Bestimmung der Schwingfestigkeit eines Werkstoffs oder eines Bauteils. Die Ergebnisse mehrerer Wöhlerversuchsdurchgänge finden sich in der Wöhlerkurve wieder. Im Maschinenbau stellt der Wöhlerversuch ein wichtiges Hilfsmittel für die Berechnung und den Nachweis von Dauerfestigkeit oder Betriebsfestigkeit dar. Sie ist benannt nach August Wöhler, der den Versuch als Reaktion auf den Eisenbahnunfall von Timelkam entwickelte.

## Wöhlerversuch
Mit den Wöhlerversuchen wird die Schwingfestigkeit, genauer die Zeitfestigkeit und Dauerfestigkeit von Werkstoffen oder Bauteilen (Bauteil-Wöhlerversuch) ermittelt. Hierfür werden mehrere Versuchskörper zyklisch, meist unter einer sinusförmigen Beanspruchungs-Zeit-Funktion, belastet. Die Beanspruchung kann hierbei je nach Versuchsdurchführung durch Zug-/Druckbelastung, Biegung, Torsion oder Querkraftschub entstehen.
Zur Ermittlung der Wöhlerkurve werden verschiedene Versuchskörper auf verschiedenen Lasthorizonten geprüft. Jeder Wöhlerversuch läuft, bis ein definiertes Versagen der Probe (Bruch, Anriss) eintritt oder eine festgelegte Anzahl Schwingungen (auch Grenzschwingspielzahl) überstanden wird. Versuchskörper, die die Grenzschwingspielzahl ohne erkennbares Versagen erreichen, werden als Durchläufer bezeichnet. Für jeden Wöhlerversuch sind Mittelspannung, Oberspannung und Unterspannung der zyklischen Beanspruchung konstant. Zwischen den Versuchen derselben Wöhlerlinie wird entweder nur die Mittelspannung oder nur das Verhältnis zwischen Ober- und Unterspannung variiert.
Die Streuung der Messergebnisse der Wöhlerversuche ist auffallend groß. Sie kommt nur geringfügig aus Unzulänglichkeiten der Versuche, aber hauptsächlich aus statistisch sehr ungleich verteilten Werkstoffeigenschaften innerhalb der Bauteile. 
Sie gehorcht der Extremwerttheorie von W. Weibull und E. J. Gumbel und zwar der Verteilung der kleinsten Festigkeiten der Volumenelemente (Weibullverteilung). Aus der Extremwerttheorie folgt auch der statistische Größeneinfluss: Kleine Bauteile haben im Mittel eine größere Dauerfestigkeit als große von identischem Material.

## Wöhlerkurve

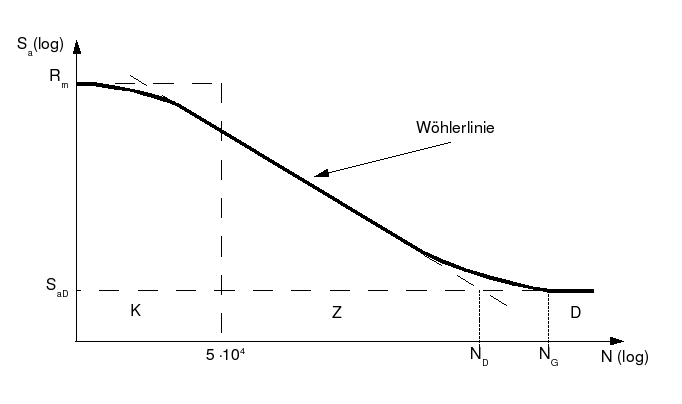
Qualitative Darstellung der Wöhlerlinie

Die Ermüdungs-Schwingspielzahlen bei vorgegebenen Belastungsniveau in den Wöhlerversuchen, werden in ein Diagramm eingetragen. 
Üblicherweise wird im Wöhlerdiagramm die Nennspannungsamplitude Sa linear oder logarithmisch über der logarithmisch dargestellten, ertragbaren Schwingspielzahl aufgetragen. Den sich ergebenden Kurvenzug nennt man die Wöhlerkurve oder auch Wöhlerlinie. In der nebenstehenden Wöhlerkurve sind die drei Bereiche K, Z und D eingetragen: Kurzzeitfestigkeit, Zeitfestigkeit und Dauerfestigkeit.
| Nr. | Spannungsausschlag in N/mm² | Lastwechsel bis Bruch   |
| --- | --------------------------- | ----------------------- |
| 1.  | ±350                        | 4252                    |
| 2.  | ±300                        | 8384                    |
| 3.  | ±250                        | 21987                   |
| 4.  | ±200                        | 70355                   |
| 5.  | ±180                        | 108664                  |
| 6.  | ±160                        | 10 Millionen ohne Bruch |

Bei kubisch raumzentrierten Werkstoffen geht die Wöhlerkurve mit abnehmender Spannungsamplitude häufig in eine horizontale Linie über, d. h., es existiert eine zuordenbare Dauerfestigkeit. Bei kubisch flächenzentrierten Metallen fällt die Wöhlerkurve in der Regel kontinuierlich ab, sodass diesen Materialien meist nur eine Zeitfestigkeit zugeordnet werden kann.